# Nonet no 3 de Hába
Pour les articles homonymes, voir Nonette.
Le Nonet no 3 opus 82 est un nonette pour violon, alto, violoncelle, contrebasse, flûte, hautbois, clarinette, cor et basson d'Aloïs Hába. Composé en 1953 et dédié au Nonette tchèque, il est créé le 19 février 1954 à Prague. Il s'inspire de chansons populaires de Moravie.

## Structure
Le Nonet, d'une durée moyenne d'exécution de vingt-deux minutes environ, est composé de quatre mouvements formant « un hymne à la vie » :
1. Allegro moderato, risoluto ;
2. Vivace ;
3. Andante cantabile ;
4. Allegro energico, agitato.